# 沈殿成
沈殿成（1959年4月—），男，汉族，黑龙江依兰人，中国石油化工专家，曾任中国石油天然气集团公司党组成员、副总经理兼安全总监，中国化学会副理事长。